# Channichthys rhinoceratus
Channichthys rhinoceratus är en fiskart som beskrevs av Richardson, 1844. Channichthys rhinoceratus ingår i släktet Channichthys och familjen Channichthyidae. Inga underarter finns listade i Catalogue of Life.